# Prins Bernhardhoeve
Der Prins Bernhardhoeve (Abkürzung: PBH; deutsch Prinz-Bernhard-Hof) war ein von 1956 bis 2016 bestehender Gebäudekomplex für Messen und Veranstaltungen in Zuidlaren, einem Ort im Norden der Niederlande. Das Gelände umfasste drei Hallen, jede war nach einem Mitglied der niederländischen königlichen Familie benannt. Die größte Halle war die Prins-Constantijn-Halle, sie befand sich neben dem Haupteingang des Gebäudes. Inhaber des Prins-Bernhard-Hofs war „PBhoeve beheer bv“. Die Hallen wurden 2016 abgerissen.

## Messen und Veranstaltungen
Im Prins Bernhardhoeve gab es die folgende Messen:
- Caravanmesse
- Hotel- und Gaststättengewerbemesse
- Baugewerbemesse
- Landbaumesse
- Lifstylemesse

Daneben gab es verschiedene einmalige oder wiederkehrende Veranstaltungen. Die regionale Tageszeitung Dagblad van het Noorden hat ein Ereignis im Gebäudekomplex organisiert, der Domino Day fand 1999 und 2000 im PBH statt, und das NIC war bis 2008 eine jährliche wiederkehrende Reitsportveranstaltung.

## Ausstellungsflächen

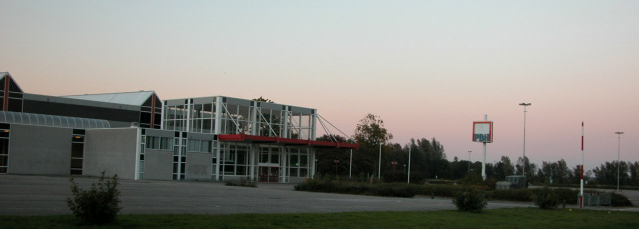
Der Haupteingang des Prinz-Bernhard-Hofs.

Das PBH-Gebäude hatte eine Fläche von 16.000 m², auf der Messen und Veranstaltungen stattfanden.
Die Prins Constantijnhalle hatte eine Fläche von 5.544 m², die kleinste Halle war die Prins Johan Frisohalle mit einer Fläche von 2.820 m².
Im Vergleich dazu einige andere Messekomplexe in den Niederlanden mit der dazugehörigen Messefläche:
- Jaarbeurs Utrecht: 100.000 m²;
- RAI Amsterdam: 87.000 m²;
- MECC (Maastricht): 30.000 m²;
- WTC (Leeuwarden): 34.000 m².

## Schließung des Ausstellungskomplexes und Nachnutzung
Die Besucherzahl der Messen hatte zu Beginn des Millenniums abgenommen. 2007 wurde der Komplex geschlossen und an den Entwickler Leyten verkauft. Dieser wollten auf dem Grundstück Geschäfte und Wohnungen errichten. Die Messen gingen nach Leuwaarden in Friesland. Wegen einer Vereinbarung mit dem friesischen Messenbetreiber WTC Expo durften auf dem alten Areal keine neuen Messen stattfinden.
Ab dem 1. Oktober 2009 wurde so ein verkleinerter Komplex von ca. 16.000 m² in drei Hallen betrieben. Dies waren die Prins Constantijnhal – neben dem Haupteingang des Gebäudes gelegen – mit einer Fläche von 5544 m², die Prins Johan Frisohal (2820 m²) und die Princess Julianahal.
2013 einigte sich WTC Expo mit dem Management des damaligen Eigentümers PBhoeve darauf, dass Messen wieder nach Zuidlaren kommen dürfen. Die erste große Ausstellung war eine Wohnungsmesse. 2014 wurden die Eingangshallen und die Traverse des Komplexes abgerissen, um unter anderem Platz für einen Supermarkt, Dienstleistungen für Unternehmen, Gastronomie und ein Gesundheitszentrum zu schaffen. In diesem Jahr gab es keine Messe, stattdessen wurde eine Sandskulpturenausstellung präsentiert.

## Endgültige Schließung und Abriss
Nach der Insolvenz des PBhoeve-Managements im März 2015 wurden die Aktivitäten unter dem Namen „Doe Museum Prins Bernhardhoeve“ fortgesetzt. Das Museum zog jedoch Anfang 2016 nach Veendam um danach wurden die Tore des Prins Bernhardhoeve dauerhaft geschlossen.
Unmittelbar nach der Veröffentlichung des vorbereitenden Budgets für den Wohnungsbau beschloss die Gemeinde Tynaarlo (zu der Zuidlaren seit 1998 gehört) den letzten Rest eines Zaunes der ehemaligen Willem Alexanderhal abzureißen. Zuletzt wurde in einem symbolischen letzten Akt die historische Anzeigetafel des Fürsten Bernhard Hoeve an der Straße Brink O.Z. entfernt und verschrottet. Damit wurde für die Zuidlaarders die Marke gesetzt, dass die PBH nun wirklich Geschichte ist.

## Neugestaltung der Fläche
Auf dem Gelände sollten ab 2020 170 Wohnungen, Geschäfte und Gastronomie. So wurde im Juni 2019 bekannt, dass die Supermarktkette Albert Heijn für vier Jahre einen Teil des Geländes bezieht.
Bislang (Stand Oktober 2022) ist der Supermarkt jedoch noch das einzige neue Gebäude auf dem ehemaligen Messegelände. Neue Pläne wurden im November 2021 vorgestellt, welche auch die ursprüngliche Anzahl der zu bauenden Häuser höher bezifferte.